# クライムスイーパー
『クライムスイーパー』は、原作：武論尊、作画：逆井五郎による日本の漫画。『週刊少年ジャンプ』（集英社）において、1973年26号から同年40号まで連載された。一旦、休載した後、第2部が『ピンク!パンチ!雅』と改題されて1974年 4・5合併号から同年17号まで連載された。

## 概要
内容は、日本政府の秘密平和維持機関クライムスイーパー（犯罪掃除人：通称CS）に所属する美少女主人公・三条雅とその仲間達による、日本と世界の平和を守る戦いの軌跡を描くスーパーヒロインアクションもの。一部、ミステリ的な興味も含まれる。
のちに『ファントム無頼』『北斗の拳』などの大ヒット作品を放つ漫画原作者・武論尊の商業誌デビュー作品である。また1970年代前半の少年漫画界において美少女キャラクターの描写で人気を集めていた漫画家・逆井五郎が作画を担当している。
コミックスは別冊エース・ファイブ・コミックス（サン出版、オハヨー出版）から『ピンク!パンチ!雅』の書名で、全2冊が発売されている。
なお2019年1月から、ゴマブックス株式会社より電子書籍の形で『クライムスイーパー』『ピンク!パンチ!雅』の二冊で、これまで書籍化されなかった分も含めてコミックスが刊行。さらに2019年5月には同じ版元から、前述の二冊をまとめて改訂を施した『クライムスイーパー（大合本）』がやはり電子書籍の形で刊行されている。他にはマンガ図書館Zからも二冊が常時無料刊行されている。

## あらすじ
世界各地で頻発する紛争や要人暗殺、そして大小規模の犯罪。その陰では、国際的な犯罪組織ブラッククイーン（黒い女王：通称BQ）が暗躍していた。同組織の魔手が日本に伸びたと察知した国家公安委員会の分室特捜班は、直属の秘密機関である治安組織クライムスイーパー（CS）に日本防衛の勅命を下す。迫る日本の危機の中、クライムスイーパーの最強クラスの美少女戦士・三条雅とそのパートナー・生島賢の戦いが始まった。

## 登場人物

### クライムスイーパー
三条雅（さんじょう みやび）
本作の主人公。見た目は17歳の普通の少女だが、実は特殊訓練を受けたCS所属の超一流エージェント。多種の銃器を用いた射撃術、柔道、剣道、ドライビングテクニック、航空機や潜航艇の操縦、そして爆薬の扱いや情報収集など、実戦的な広い分野での高度な技量を修得している。愛用の銃はベレッタM1934。
ちょっと童顔で、長いまっすぐな黒髪の美少女。グラマラスながらどこか少女っぽさが抜けきれない、艶やかなボディラインを保っている。作中では無警戒なパンチラや黒ビキニの水着姿、羞恥しながらの着替え場面など、健康的で愛らしいHさを何度も披露して男性読者の胸をトキめかせた（ただし任務の上で、女の武器を自覚的に使うことはほとんどない）。緻密な推理や咄嗟の状況判断が可能な明晰な頭脳を備え、平和を愛して人命を尊重する優秀な少女戦士だが、非番の際には、ごく等身大の女の子らしい可愛い表情も見せる。なお一般人には、他のCSメンバーたち同様、彼女らの素性はヒミツである。私立梅ヶ丘高校2年のクラスに在籍するが、日々の通学状況については未詳。
生島賢（いくしま けん［単行本，連載11話］／ きじま けん［連載1話、8話］）
雅のパートナーを務めるCSの男性メンバーで、17歳の若者。反射神経に優れ、総合的には雅にほぼ等しい戦闘能力を示すが、普段は二枚目半の優男で美人には弱い一面がある。雅とはファーストネームで呼び合う大事な戦友同士。女性としての雅の魅力はよく理解しているようだが恋愛感情は持っておらず、人々の平和を守る同志としての絆の方で強く結ばれている。互いのプライベートにも干渉せず、賢が別の女性とデートしていても、雅は特に気にしない。
長野勇（ながの いさむ）
国家公安委員会から、秘密機関クライムスイーパーの指揮を託された同組織のリーダー。呼称（階級）は同組織の班長。42歳。危険な特殊任務に従事する雅と賢達の父親的な存在でもあり、彼らや他のCSメンバーたちの活動を後方から積極的に支援する。優れた頭脳を持ち、彼自身も柔道5段の技量である。
山田元三（やまだ げんぞう）
元CSのエースとしてならした老班員で通称「ヤマさん」。今は後進に道を譲って第一線からは退いている。若い頃から眼鏡を着用しており視力の衰えも自覚しているが、歯は全部自前なのが自慢。脳波の異常によって爆発するミクロ爆弾が内臓に仕込んであるため任意のタイミングで自爆が可能な上、強制洗脳は事実上不可能な身体を持つ。若い頃にCS独自の尾行阻止装置（射出ワイヤー）を考案。二十数年前に公園で保護した赤ん坊・みちよを一人娘として育て上げたが、自らの職業は国家機密のため、警察官と告げている。
岡村純（おかむら じゅん）
CS班員で雅たちの先輩、24歳。射撃の腕はオリンピック級。過去にレーサーの経験がありA級ライセンスを所持。
弾新一（だん しんいち）
CS班員、26歳。合気道の達人で186センチ91キロの巨体。
他、CS班員の総数は20名（物語開始時点）。名古屋等に支部も存在する。

### 黒い女王
黒い女王の首領
世界を股にかけ兵器販売、殺人、スパイ等、国際間を暗躍する総合犯罪企業「黒い女王」のボスであり、その正体は不明。初期のイメージでは鞭を持つ仮面の貴婦人風に描かれていたが、中盤から登場する実体のシルエットは太った中年男性のように描かれる。北極海の総本部を爆破された後の生死は不明。
アクションコマンド
黒い女王の首領を近衛する最強兵士。10歳の時からあらゆる訓練に耐え抜いた６人の美女からなるエリート集団。襟のあるツナギ状のレオタードと手袋・ブーツを揃いで着用する。目的の為には手段を選ばず、その性格は盾にした子供を躊躇なく射殺するほど残忍な上、個々の格闘能力は雅・賢をも凌ぐ難敵。
ジョージ・カーチス
黒い女王の最高幹部。爆発物にかけては天才的プロフェッショナルで、通称ミスター・ボンバー（爆弾野郎）。世界各国十数件の情報局爆破に成功した後、CS本部を標的に据える。
塚原一彦（つかはら かずひこ）
黒い女王No.449。CS山田班員の娘みちよに接近し婚約者となる。
独眼竜（どくがんりゅう）
黒い女王の一員で認識番号0847。冴えた頭脳・旺盛な戦闘力で女王の寵愛を受ける、忠義者の日本人青年。右目に眼帯・顎にホクロ・クセのある髪の毛といった特徴的な容姿を持つ。CS山田班員の娘みちよの実兄。

## 事件簿
エピソード1（黒い女王 〜 地下支部爆破）
黒い女王は大阪から羽田へ空輸されるパンダへの襲撃を計画。輸送機のすり替え、消える輸送車、BQの多彩なトリックが、初の重大任務に就いた雅・賢コンビを翻弄。追撃の果てにBQ地下支部の存在を見抜いた雅は単身突入を試みる！

第1部『クライムスイーパー』
| 話数 | 掲載号 | サブタイトル               | ページ数 | 単行本『ピンク!パンチ!雅』                                |
| ---- | ------ | -------------------------- | -------- | --------------------------------------------------------- |
| 1    | 26号   | 黒い女王の巻               | 30       | （未収録）                                                |
| 2    | 27号   | 地下支部爆破の巻           | 20       | （未収録）                                                |
| 3    | 28号   | ミスター・ボンバー登場の巻 | 20       | 爆弾野郎（第1巻収録）                                     |
| 4    | 29号   | 小型爆撃機発進の巻         | 20       | 爆弾野郎（第1巻収録）                                     |
| 5    | 30号   | 作戦第２段階の巻           | 20       | 爆弾野郎（第1巻収録）                                     |
| 6    | 31号   | 動く兵器工場の巻           | 20       | 動く兵器工場（第2巻収録） クィーン号潜入 不死身のCSコンビ |
| 7    | 32号   | 爆発CS魂の巻               | 20       | 動く兵器工場（第2巻収録） クィーン号潜入 不死身のCSコンビ |
| 8    | 33号   | 不死身のCSコンビの巻       | 21       | 動く兵器工場（第2巻収録） クィーン号潜入 不死身のCSコンビ |
| 9    | 34号   | 名画モナリザの巻           | 20       | モナリザの微笑（第2巻収録）                               |
| 10   | 35号   | テレビカメラ大作戦の巻     | 21       | モナリザの微笑（第2巻収録）                               |
| 11   | 36号   | CS壊滅作戦開始の巻         | 21       | CS壊滅作戦（第2巻収録）                                   |
| 12   | 37号   | 悪夢の同志討ちの巻         | 21       | CS壊滅作戦（第2巻収録）                                   |
| 13   | 38号   | 直通電話の巻               | 20       | CS壊滅作戦（第2巻収録）                                   |
| 14   | 39号   | 謀略コンテストの巻         | 20       | 危うし！世界の美女（第2巻収録）                           |
| 15   | 40号   | 海上の激闘！の巻           | 20       | 危うし！世界の美女（第2巻収録）                           |

第2部『ピンク!パンチ!雅』
| 話数 | 掲載号      | サブタイトル                 | ページ数 | 単行本『ピンク!パンチ!雅』                                        |
| ---- | ----------- | ---------------------------- | -------- | ----------------------------------------------------------------- |
| 1    | 4・5合併号  | 消えたヤマさんの巻           | 31       | 男の花道（第1巻収録） ヤマさんを追え！ 死か 脱出か!? 冷血！独眼竜 |
| 2    | 6・7合併号  | 北極海へ飛べ！の巻           | 21       | 男の花道（第1巻収録） ヤマさんを追え！ 死か 脱出か!? 冷血！独眼竜 |
| 3    | 8号         | からせみ作戦の巻             | 18       | 男の花道（第1巻収録） ヤマさんを追え！ 死か 脱出か!? 冷血！独眼竜 |
| 4    | 9・10合併号 | 潜水艦脱出作戦の巻           | 18       | 男の花道（第1巻収録） ヤマさんを追え！ 死か 脱出か!? 冷血！独眼竜 |
| 5    | 13号        | 大氷原の毒牙の巻             | 18       | 男の花道（第1巻収録） ヤマさんを追え！ 死か 脱出か!? 冷血！独眼竜 |
| 6    | 14号        | 冷血！独眼竜の巻             | 18       | 男の花道（第1巻収録） ヤマさんを追え！ 死か 脱出か!? 冷血！独眼竜 |
| 7    | 15号        | タイムリミット(時間制限)の巻 | 18       | 男の花道（第1巻収録） ヤマさんを追え！ 死か 脱出か!? 冷血！独眼竜 |
| 8    | 16号        | 残忍！コマンド戦法の巻       | 19       | 男の花道（第1巻収録） ヤマさんを追え！ 死か 脱出か!? 冷血！独眼竜 |
| 9    | 17号        | 死か 脱出か!?の巻            | 18       | 男の花道（第1巻収録） ヤマさんを追え！ 死か 脱出か!? 冷血！独眼竜 |